# Left Behind (2000)
Left Behind ist der erste Teil der Verfilmung der gleichnamigen US-amerikanischen Bestseller-Reihe von Tim LaHaye und Jerry B. Jenkins; in Deutschland unter dem Titel Finale – Die letzten Tage der Erde erschienen. Er stellt die im Glauben bestimmter christlicher Gruppierungen zukünftig stattfindende Entrückung dar. Dabei handelt es sich um eine bestimmte Auslegung von 1. Thess. 4, 17, nachdem das Verschwinden der lebenden Christen von der Erde und ihr Zusammentreffen mit Jesus Christus im Himmel vorhergesagt wird. Diese Vorgänge werden im Film als Geschehnisse der nahen Zukunft erzählt. Dabei wird auf Grundlage dieser theologischen Perspektive eine Vision entwickelt, wie das Leben für diejenigen aussehen könnte, die nicht an einer solchen Entrückung teilhaben würden.
Der Film ist in Deutschland nie erschienen. In den Vereinigten Staaten wurde der Film für den Videomarkt produziert. 2014 inszenierte Vic Armstrong mit Left Behind eine Neuverfilmung. Im Gegensatz zu den vorgehenden Filmen handelt es sich um eine Kinoproduktion. Nicolas Cage ist hier in der Rolle des Rayford Steele zu sehen.

## Handlung
Der Film beginnt mit dem Angriff der syrischen Armee auf das moderne Israel – während eines Interviews des US-amerikanischen Reporters Buck Williams mit dem israelischen Wissenschaftler Chaim Rosenzweig. Dieser hat eine Formel entwickelt, die auf jedem Boden alles wachsen lässt. Mitten in der Wüste ist ein Getreidefeld reif zur Ernte.
Der Angriff kommt völlig unerwartet. Die israelischen Flugzeuge können wegen technischer Probleme nicht einmal starten. Doch die angreifenden Maschinen explodieren, ohne dass die israelische Armee auch nur einen einzigen Schuss abgefeuert hätte. Buck Williams berichtet von den Ereignissen live über Satellit. Noch während der Übertragung nähert sich eine prophetisch anmutende Erscheinung und verkündigt ein siebenjähriges Bündnis und Krieg.
In Chicago tritt die zweite Hauptperson – Rayford Steele, Pilot bei der PanCon –, seinen Dienst an. In dieser Nacht soll er nach London fliegen.
Buck sitzt in Rayford Steeles Flugzeug, umsorgt von der Chefstewardess Hattie Durham, die er von früher kennt, als plötzlich Dutzende von Passagieren verschwunden sind: sämtliche Kinder und auch viele Erwachsene. Zurück bleiben Kleidung und Schuhe. Es bricht eine Panik an Bord aus.
Ray beruhigt die Passagiere mit Mühe und erfährt, dass überall dasselbe passiert ist und die meisten Flughäfen gesperrt sind. Er kehrt zurück nach Chicago, wo noch Landebahnen benutzbar sind.
Ray nimmt Buck mit nach Hause – in dem Durcheinander hat er sonst keine Chance, irgendwo hinzukommen. Seine Frau und sein Sohn sind verschwunden, in den leeren Betten liegen noch die Schlafanzüge.
Am nächsten Morgen kommt Rays Tochter Chloe nach Hause. Sie entdeckt Buck schlafend auf ihrer Wohnzimmercouch und fährt ihn zu einem privaten Flughafen, wo er den Piloten Ken Ritz mit seinem Flugzeug für 48 Stunden chartert. Hier fängt der Reporter gleich an, Informationen für seinen Artikel über die Entrückung zu sammeln. Der Pilot nennt ihm einige Theorien, die er bei verschiedenen Gelegenheiten gehört hat. Jeder einzelne muss für sich die Geschehnisse verarbeiten.
Ray fährt in die Kirche seiner Frau und trifft dort den Hilfspastor Bruce Barnes an. Er sieht, wie dieser erkennt, dass sein Leben eine Lüge war. Beide machen einen Anfang mit Jesus. Gemeinsam schauen sie ein Video, das der Hauptpastor der Gemeinde hinterlassen hat.
Im Fernsehen werden jetzt offiziell die Gründe für das „Massenverschwinden“ genannt: Wissenschaftlich formuliert, aber weit an der Wahrheit vorbei.
Währenddessen sammelt Buck weiter Informationen. Er findet heraus, dass es bereits Pläne für einen Wiederaufbau des Tempels in Jerusalem gibt, glaubt aber nicht, dass sie jemals umgesetzt werden. Kurz hintereinander fallen zwei seiner Freunde und Informanten Mordanschlägen zum Opfer, er selbst entgeht nur knapp dem Tod. Entsetzt flüchtet er zu Ray und Chloe – den einzigen Menschen in Chicago, denen er noch vertraut.
Bruce führt ihm das Video vor und erklärt ihm, dass es bereits vor drei Jahren entstanden ist. Buck kann es nicht glauben. Doch hier sieht er, dass all diese Dinge in der Bibel vorausgesagt werden. Zehn „Königreiche“ sollen für die nächsten sieben Jahre die Welt regieren, und über allem soll der „Antichrist“ stehen. Trotzdem kann er sich nicht vorstellen, dass solche Dinge geschehen können. Bruce und Ray warnen ihn, dass er, wenn er sein Vertrauen nicht auf Gott setzt, verführt werden wird.
In diesem Moment allgemeiner Verwirrung und Unsicherheit wird Nicolai Carpathia zum Generalsekretär der Vereinten Nationen ernannt, und Buck und Chaim beschließen, ihn davor zu warnen, dass er nur benutzt werden soll, um die absolute Weltherrschaft in die Hände zweier Banker zu bringen. Nachdem Carpathia Maßnahmen ergreift, um die Machtübernahme der Banker zu verhindern, entdeckt Buck die Pläne des jüdischen Tempels auf dem Tisch. Chaim erklärt ihm, dass schon alles für den Bau vorbereitet ist und bald damit begonnen wird.
Buck entschuldigt sich und geht auf die Toilette, um diese neue Wendung der Dinge zu verarbeiten. Hier zieht er die Konsequenzen aus dem Geschehen und übergibt sein Leben Jesus Christus. Anschließend findet eine Besprechung statt, bei der die Machtübernahmepläne der Banker aufgedeckt werden sollen. Diese Sitzung endet in einem Desaster. Carpathia ermordet seine Gegner und hypnotisiert alle Teilnehmer, die fortan schwören, einen Mord mit anschließendem Selbstmord gesehen zu haben. Buck ist der einzige, der die Wahrheit weiß.
Buck verlässt das UNO-Gebäude und verkündet, dass die biblischen Vorhersagen nun wahr werden. Deshalb setze er sein Vertrauen auf Gott. Er fährt zurück nach Chicago, wo sich alle vier – Bruce Barnes, Rayford Steele, Buck Williams und Chloe Steele zusammenschließen, um gegen den Feind zu kämpfen. Die „Tribulation Force“ („Drangsals-Streitmacht“ von tribulatio magna (lateinisch), der „Großen Drangsal“ des in der Bibel beschriebenen Endkampfes) ist geboren.

## Fortsetzungen
Es entstanden zwei Fortsetzungen, beide erneut mit Kirk Cameron und Brad Johnson in tragenden Rollen:
- 2002: Left Behind: Tribulation Force
- 2006: Finale – Die Welt im Krieg (World at War)

## Rezeption
Left Behind erhielt überwiegend negative Besprechungen in der Filmkritik. Die beiden Filmkritiksammlungen Rotten Tomatoes und Metacritic ermittelten nur 16 % und 22 % positive Bewertungen. Washington Post-Filmkritiker Desson Howe beschrieb den Film als ein „Fest ungeschickter Peinlichkeiten“ („a blundering cringefest“) dank „ungewollt lächerlicher Dialoge, abgedroschenem Drehbuch und uninspirierter Regie“. Howe meint weiter, je mehr sich der Film bemühe, umso schlechter würde er werden. Die Ernsthaftigkeit des Filmes würde ihn zur Zielscheibe für Spott ausmachen („bulging bull’s-eye for rotten-tomato throwers“).

## Auszeichnungen
Der Film wurde im Jahr 2001 für den DVD Exclusive Award (Video Premiere Award) in drei Kategorien nominiert, darunter für die Regie und für die Spezialeffekte.